# Donji Kraljevec
Donji Kraljevec (deutsch Nieder-Kraliewitz, ungarisch Murakirály) ist eine Ortschaft im Norden Kroatiens. Sie befindet sich nahe Čakovec. Die gleichnamige Gemeinde gehört administrativ zur Gespanschaft Međimurje.
Bei der Volkszählung von 2011 lebten im Ort selbst 1560 und in der Gemeinde 4659 Einwohner, wovon 98,26 % Kroaten waren.

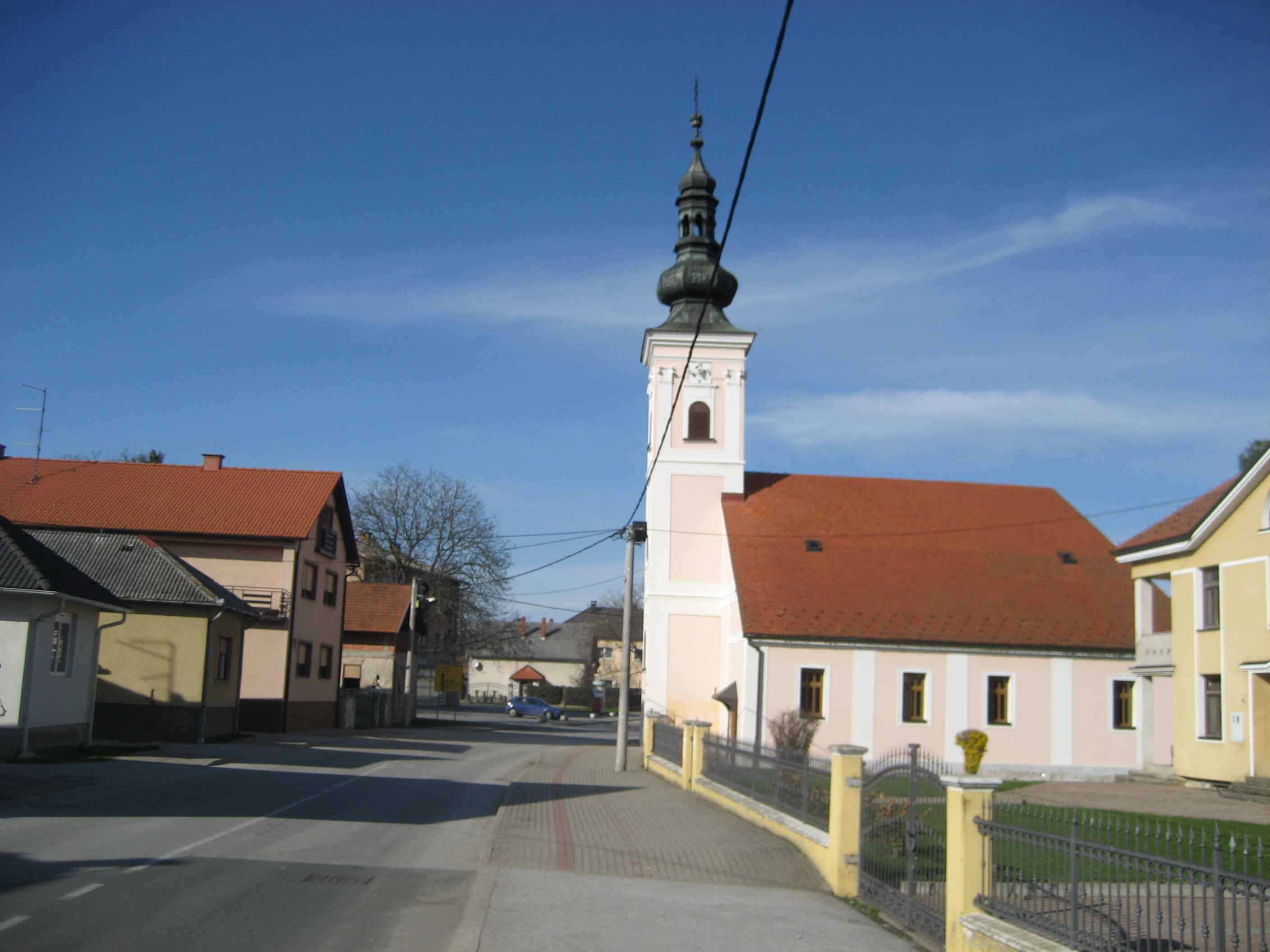
Donji Kraljevec – Ortsmitte
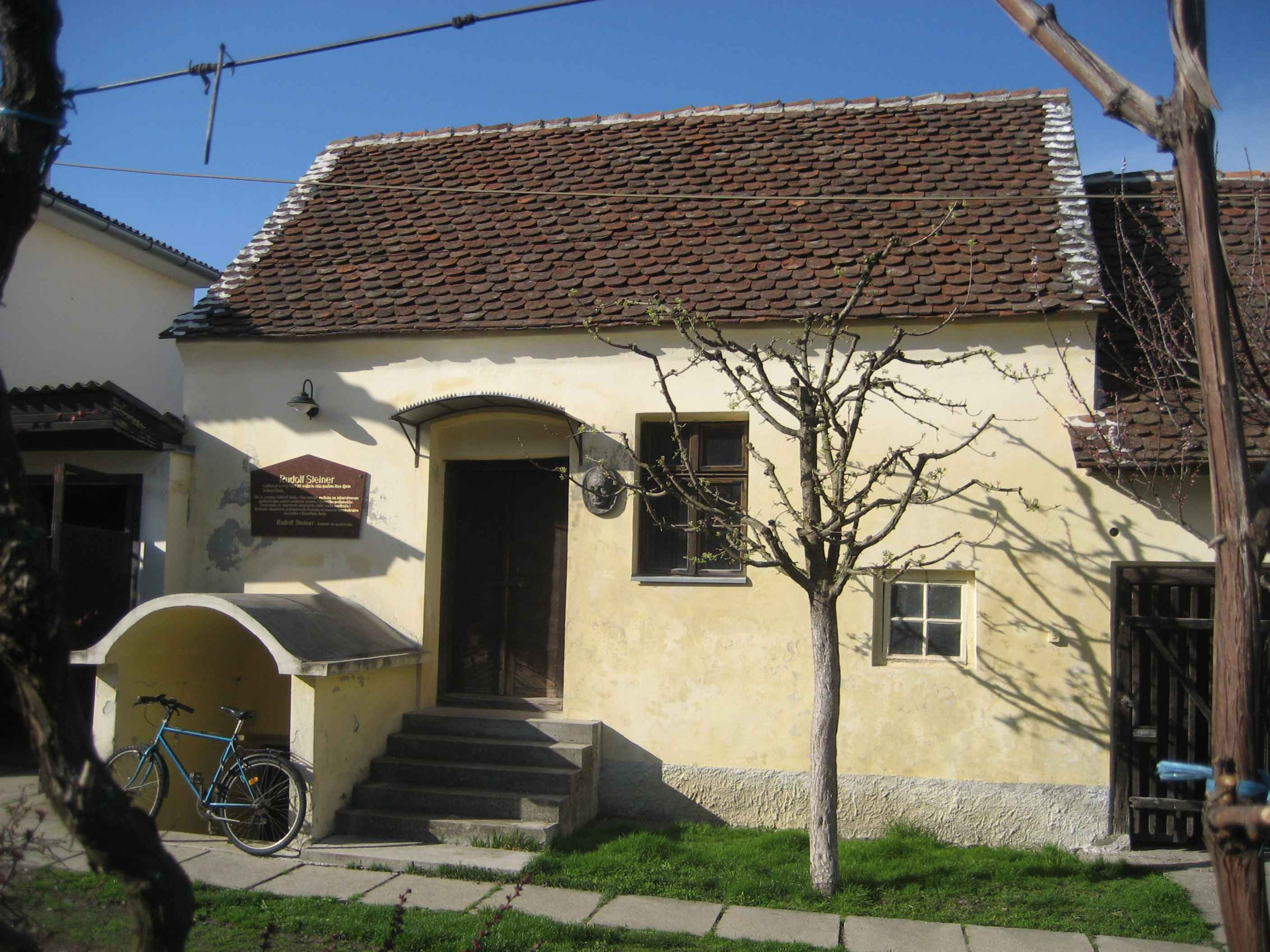
Geburtshaus von Rudolf Steiner
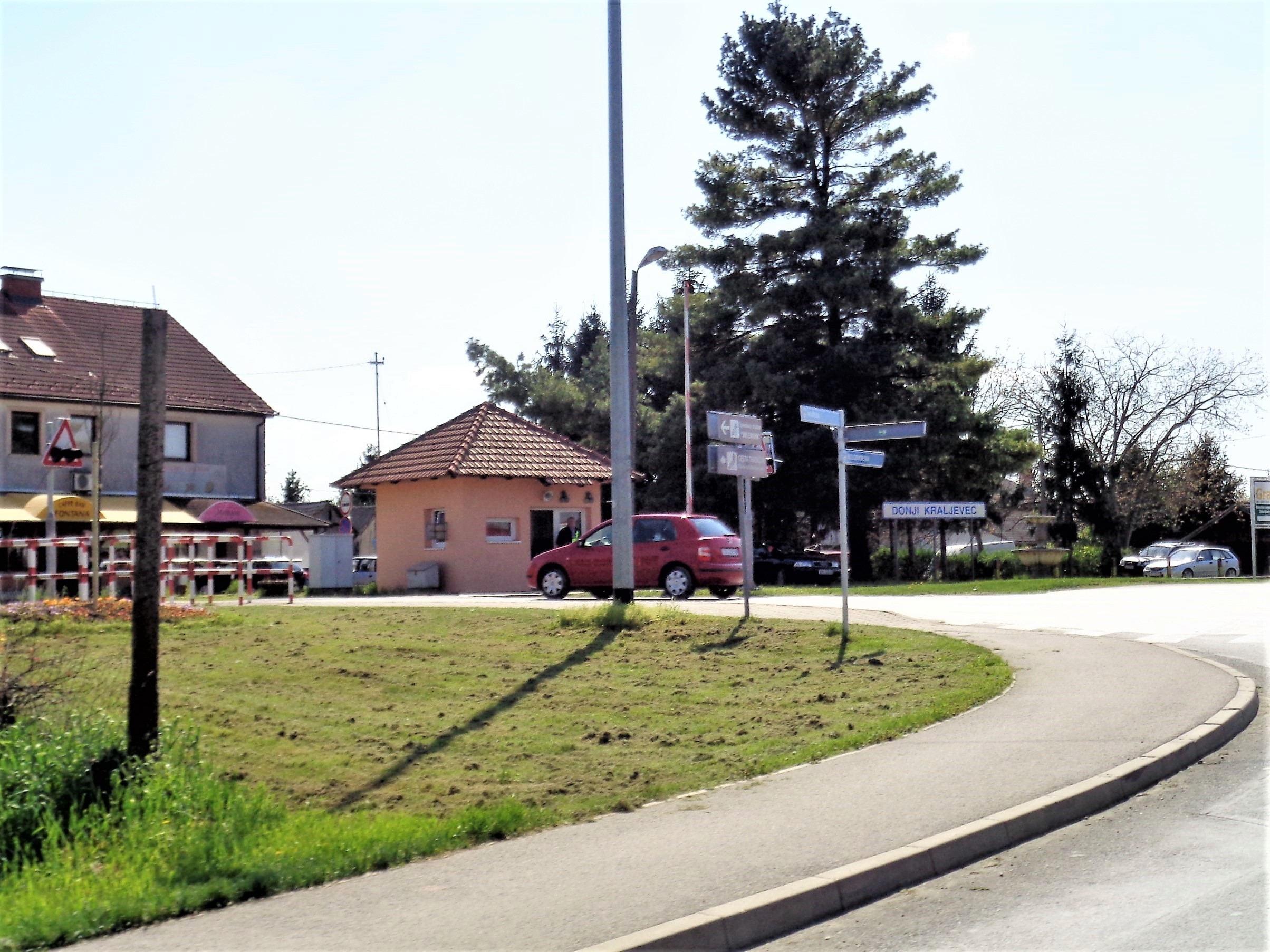
Straße zum Bahnhof

## Persönlichkeiten
- Rudolf Steiner (1861–1925), Begründer der Anthroposophie
- Bombardaš Branko (1851), regional bekannte Persönlichkeit